# Mare Kandre
Mare Kandre, née le 27 mai 1962 à Söderala à Söderhamn dans le Hälsingland et morte le 24 mars 2005  à Stockholm, est une écrivaine suédoise.

## Biographie
Elle obtient le prix Dobloug en 2003.

## Œuvres traduites en français
- La Femme et le Docteur Dreuf [« Quinnan och Dr Dreuf »], trad. de Marc de Gouvenain et Lena Grumbach, Arles, France, Actes Sud, coll. « Lettres scandinaves », 1996, 161 p.  (ISBN 2-7427-0742-5)